# Cicerbita alpina
La cicerbita violetta (nome scientifico Cicerbita alpina  Wallr., 1822)  è una specie di pianta angiosperma dicotiledone della famiglia delle Asteraceae.

## Etimologia
Il nome generico (Cicerbita) deriva dal latino cicer ("cece") in riferimento ai suoi piccoli semi; oppure, secondo altri testi, deriva dalla parola latina Cicharba (una pianta simile descritta dal medico personale di Teodosio I, Marcello Empirico di Bordeaux nella sua opera De medicamentis). L'epiteto specifico (alpina) fa riferimento al suo habitat tipico.
Il binomio scientifico della pianta di questa voce è stato proposto dal botanico Carl Friedrich Wilhelm Wallroth (1792-1857) nella pubblicazione "Schedulae Criticae de Plantis Florae Halensis Selectis. Corollarium novum ad C. Sprengelii Floram halensem. Accedunt generum quorundam specierumque omnium definitiones novae, excursus in stirpes difficiliores. Tom. I. Phanerogamia. Halae" ( Sched. Crit. 434 ) del 1822.

## Descrizione

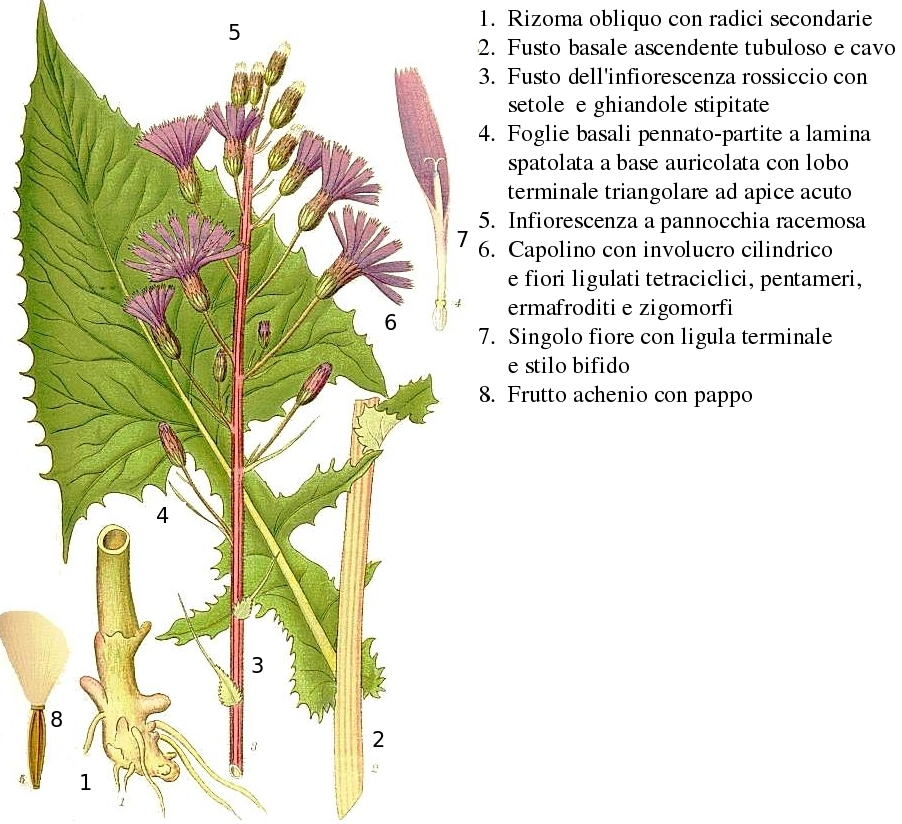
Descrizione delle parti della pianta

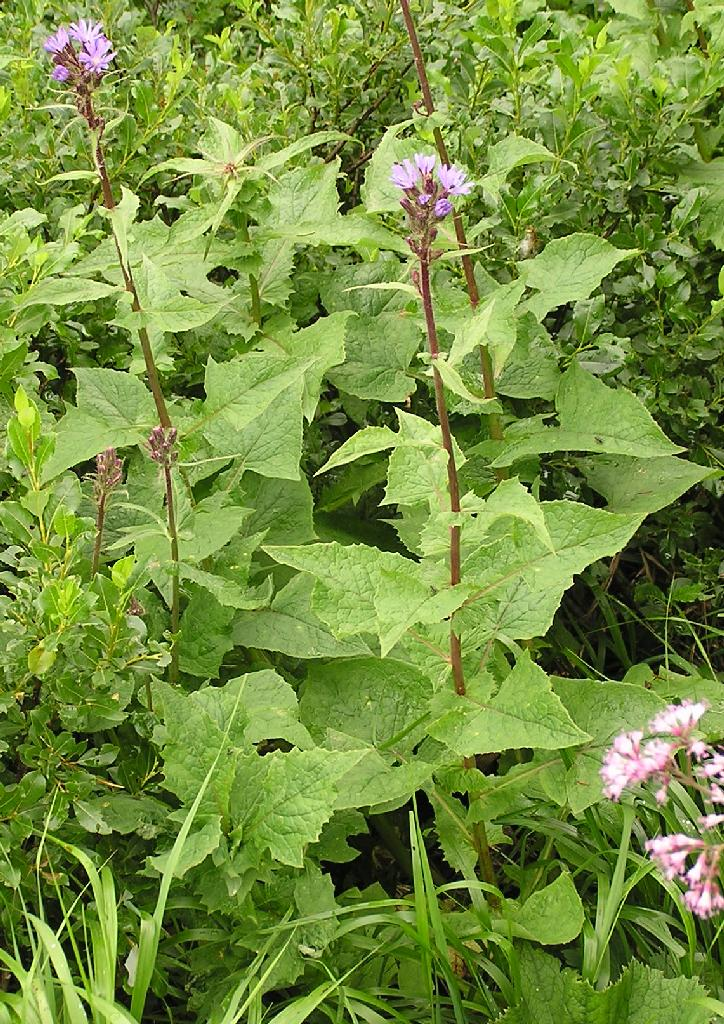
Le foglie

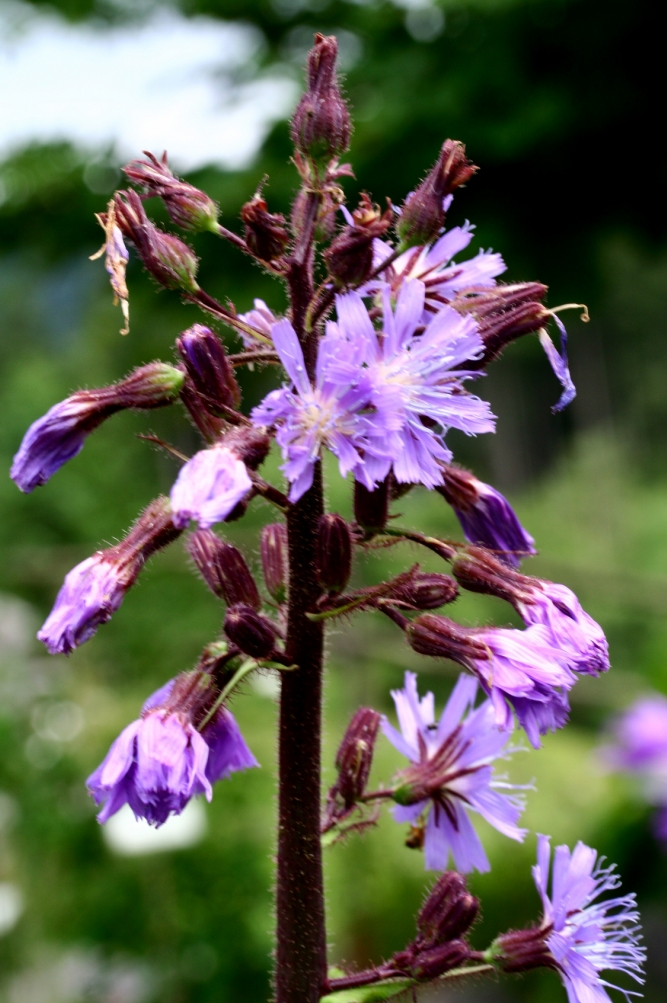
Infiorescenza. Giardino Botanico Alpino "G. Lorenzoni" Tambre (BL) 1000 m s.l.m. (agosto 2007)

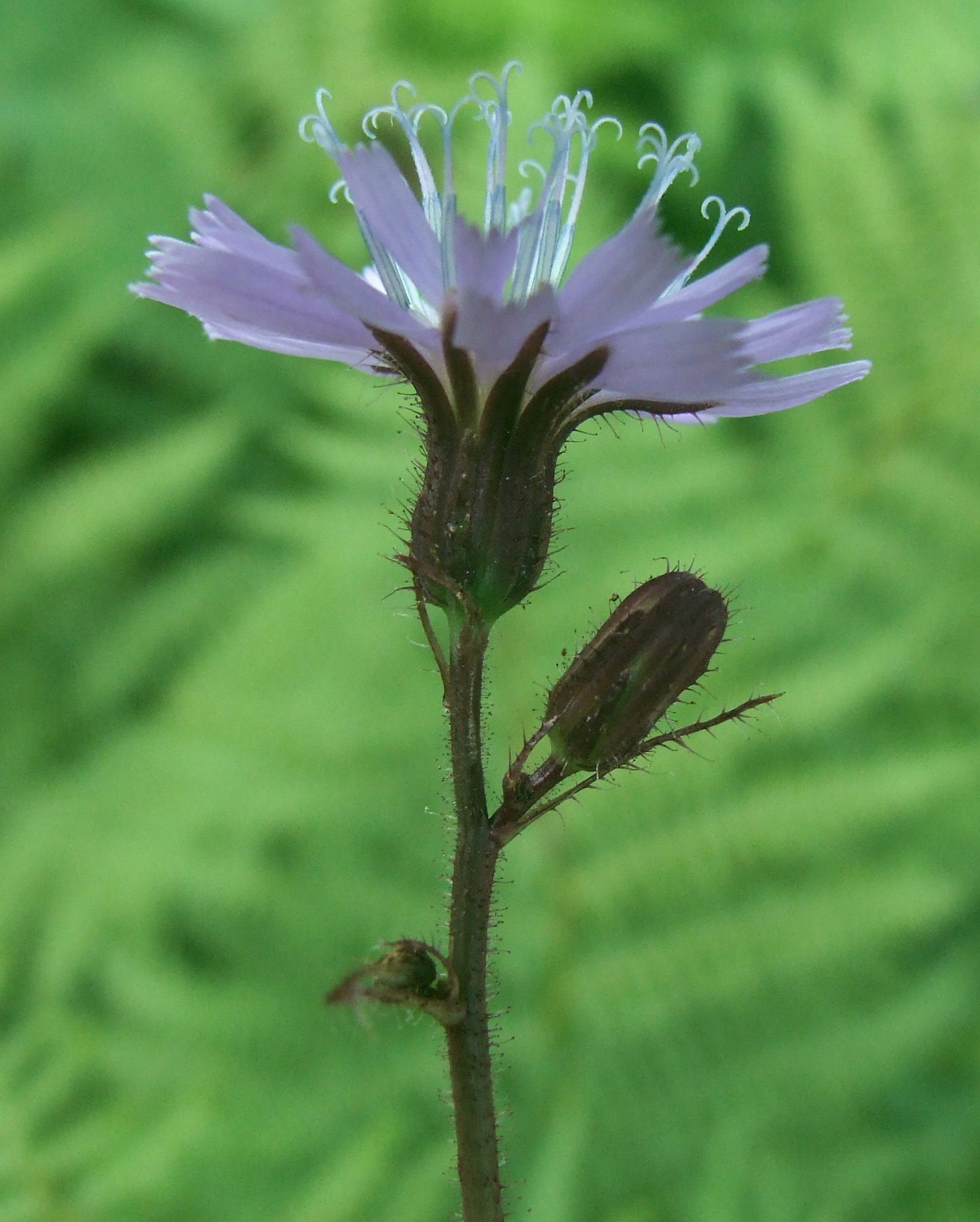
L'involucro

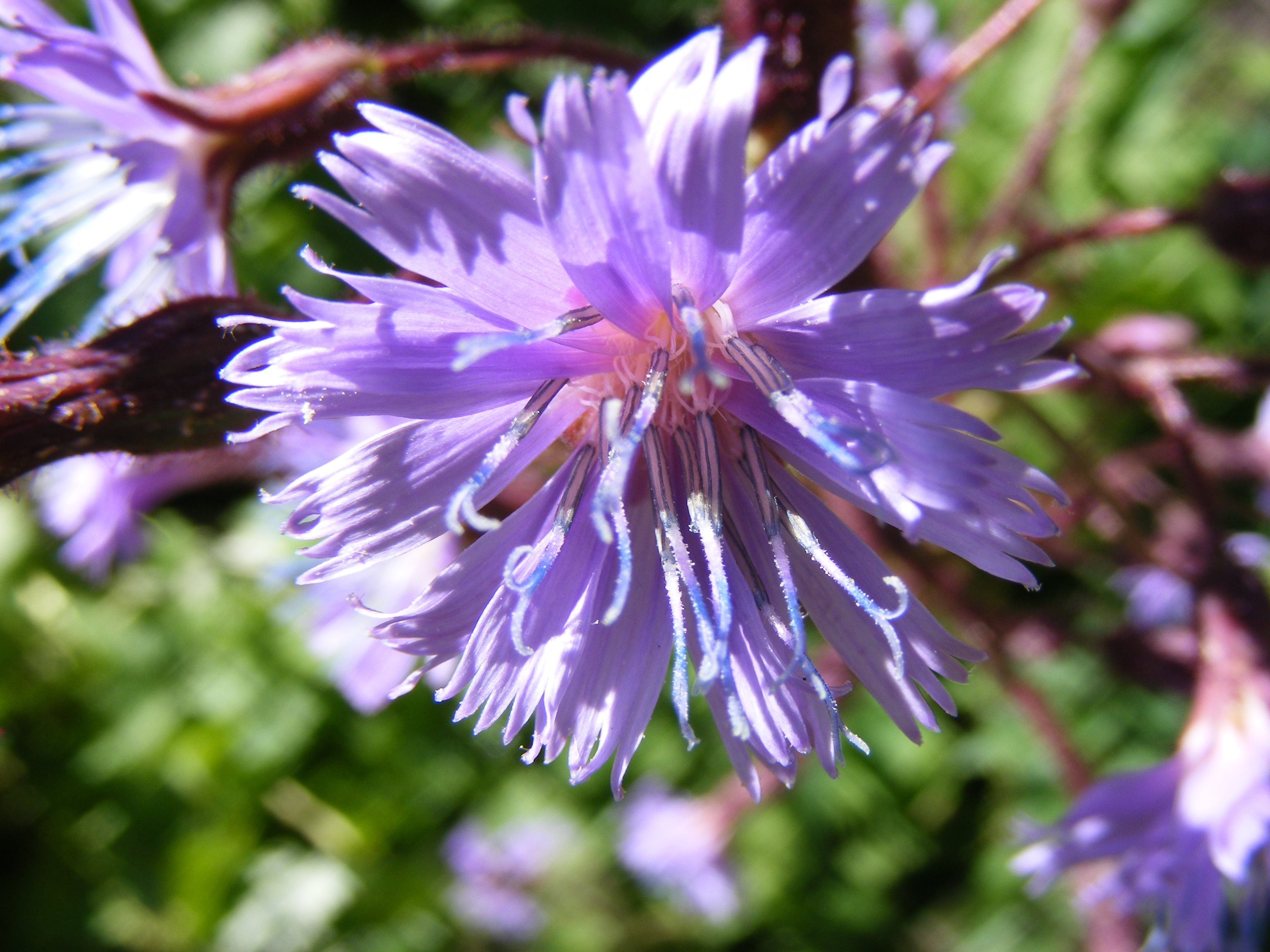
Il capolino

Habitus. La forma biologica della specie è emicriptofita scaposa (H scap): ossia è una pianta perennante con gemme poste al livello del suolo con fusto allungato e poco foglioso. Inoltre è una pianta lattiginosa.
Fusto.
- Parte ipogea: la parte sotterranea del fusto consiste in un rizoma obliquo senza stoloni. Le radici sono secondarie da rizoma.
- Parte epigea: la parte aerea si presenta ascendente a forma tubulosa con l'interno cavo; la parte superficiale è a coste e mostra delle setole orientate verso il terreno, il colore è rossiccio scuro; la parte terminale è poco ramosa e densamente ricoperta di grosse ghiandole stipitate (dotate di appendice pedicellare) purpuree. L'altezza media per queste piante è di 8 dm (altezza minima 5 dm; quella massima può essere di 15 dm).

Foglie.
- Foglie basali: le foglie inferiori sono picciolate e sono pennatopartite con lamina spatolata; la base delle stesse è auricolata e amplessicaule; il rachide è inoltre alato; la parte terminale della lamina si presenta con un segmento triangolare ad apice acuto. Il bordo della lamina è dentato in modo irregolare.
- Foglie cauline:  le foglie superiori lungo il fusto sono disposte in modo alterno e sono progressivamente ridotte ed hanno la lamina quasi intera.
- Dimensione delle foglie inferiori : larghezza 2 – 12 cm, lunghezza 8 – 25 cm; il rachide alato è largo dai 5 ai 10 mm; il segmento terminale (quello triangolare) è largo 6 – 8 cm e lungo 6 – 9 cm.

Infiorescenza. L'infiorescenza è composta da numerosi capolini raccolti in una pannocchia racemosa a sviluppo allungato. La struttura dei capolini è quella tipica delle Asteraceae: un peduncolo sorregge un involucro sub-cilindrico o campanulato formato da più brattee (o squame) che fanno da protezione al ricettacolo  (nudo, senza pagliette) sul quale s'inseriscono i fiori di tipo ligulato; l'altro tipo di fiori, quelli tubulosi, normalmente presenti nelle Asteraceae, in questa specie sono assenti. Le brattee sono disposte su due serie; quelle più esterne sono corte e formano quasi un calice; sono tutte pelose e di colore bruno; i bordi sono scariosi e l'apice è acuto. Diametro totale dei capolini : 2 – 3 cm; dimensioni dell'involucro: diametro 4 mm, lunghezza 10 – 15 mm. Dimensioni delle brattee: larghezza 1 - 1,5 mm; lunghezza 10 – 15 mm.
Fiori. I fiori sono tetra-ciclici (calice – corolla – androceo – gineceo), pentameri ed ermafroditi (generalmente lo sono quelli del disco centrale – quelli più esterni sono femminili). I fiori sono tutti di tipo ligulato e zigomorfi. Il numero dei fiori per capolino va da 15 a 50.
- Formula fiorale:

*/x K {\displaystyle \infty }, [C (5), A (5)], G 2 (infero), achenio
- Calice: i sepali sono ridotti ad una coroncina di squame.
- Corolla: i petali sono 5 con la porzione inferiore saldata a tubo (la parte superiore si presenta come un prolungamento nastriforme – ligula) terminante in 5 dentelli. Il colore è violetto. Lunghezza della ligula: 15 – 18 mm.
- Androceo: gli stami sono 5 con filamenti liberi, mentre le antere sono saldate tra di loro e formano un manicotto circondante lo stilo. Il polline è tricolporato.[14]
- Gineceo: l'ovario è infero uniloculare formato da 2 carpelli; lo stilo è unico ma profondamente bifido.
- Fioritura: la fioritura va da giugno a agosto.

Frutti. I frutti sono degli acheni fusiformi (compressi) lunghi da 4 a 5 mm, sormontati da un pappo bianco lungo da 6 a 8 mm.  Il frutto esternamente possiede da una a tre nervature disposte longitudinalmente. Il pappo si presenta con una serie di peli (da 80 a 120) disposti internamente e circondati esternamente da una serie di basse ciglia.

## Biologia
- Impollinazione: l'impollinazione avviene tramite insetti (impollinazione entomogama tramite farfalle diurne e notturne).
- Riproduzione: la fecondazione avviene fondamentalmente tramite l'impollinazione dei fiori (vedi sopra).
- Dispersione: i semi (gli acheni) cadendo a terra sono successivamente dispersi soprattutto da insetti tipo formiche (disseminazione mirmecoria). In questo tipo di piante avviene anche un altro tipo di dispersione: zoocoria. Infatti gli uncini delle brattee dell'involucro si agganciano ai peli degli animali di passaggio disperdendo così anche su lunghe distanze i semi della pianta.

## Distribuzione e habitat

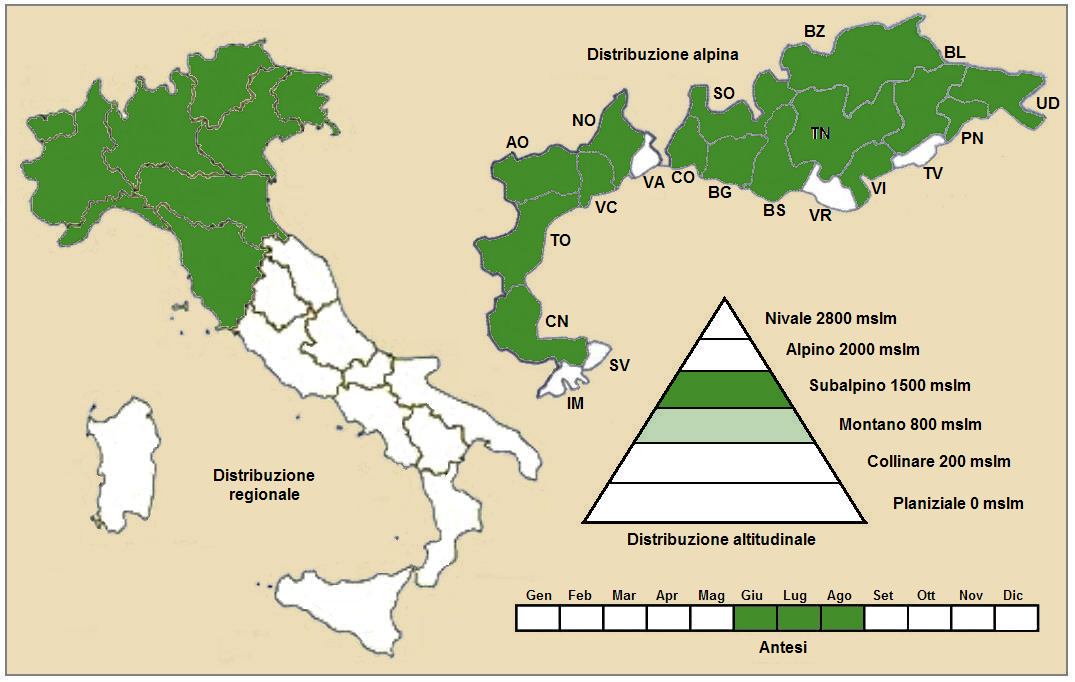
Distribuzione della pianta
(Distribuzione regionale – Distribuzione alpina)

- Geoelemento: il tipo corologico (area di origine) è Orofita Europeo.
- Distribuzione: in Italia si trova solo al nord su tutto l'arco alpino, meno frequente sugli Appennini settentrionali ed è considerata una pianta quasi rara o senz'altro a rischio (a causa della indiscriminata raccolta). In Europa si trova nella Penisola scandinava, sui Pirenei, in Scozia, nei Balcani e negli Urali. Al di fuori dell'Europa alcune specie si trovano nell'Asia temperata e altre (poche) nell'America boreale.
- Habitat: nelle zone alpine questa pianta si trova nei boschi umidi e sulle rive dei ruscelli, ma anche in ambienti tipo cespuglieti subalpini. Il substrato può essere sia calcareo che siliceo ma anche intermedio, il pH del terreno può essere neutro con un buon contenuto di sostanze nutrizionali in ambiente umido.
- Distribuzione altitudinale:  la quota preferita è dai 1000 ai 1800 m s.l.m., sono piante quindi che si trovano dal piano vegetazionale montano a quello sub-alpino.

### Fitosociologia

#### Areale alpino
Dal punto di vista fitosociologico alpino la specie di questa scheda appartiene alla seguente comunità vegetale:
Formazione: comunità delle macro- e delle megaforbie terrestri;
Classe: Mulgedio-Aconitetea;
Ordine: Calamgrostietalia villosae;
Alleanza: Adenostylion.

#### Areale italiano
Per l'areale completo italiano Cicerbita alpina appartiene alla seguente comunità vegetale:
Macrotipologia: vegetazione forestale e preforestale.
Classe: Vaccinio myrtilli-Piceetea abietis Br.-Bl. in Br.-Bl., Sissingh & Vlieger, 1939
Ordine: Piceetalia excelsae Pawłowski in Pawłowski, Sokołowski & Wallisch, 1928
Alleanza: Piceion excelsae Pawlowski in Pawlowski, Sokolowski & Wallisch, 1928
Suballeanza: Chrysanthemo rotundifoliae-Piceenion (Krajina, 1933) Aeschimann et al., 2004
Descrizione. La suballeanza Chrysanthemo rotundifoliae-Piceenion è relativa alle foreste a dominanza di Picea excelsa e/o Abies alba su terrenei arenaritici di pendio generalmente rivolti a nord, in aree umide (piovose e nevose) delle Alpi. Questi terreni, con suoli profondi e freschi, sono inoltre contraddistinti dalla presenza di numerose megaforbie igrofile.
Specie presenti nell'associazione: Picea excelsa, Abies alba, Adenostyles alliariae, Oxalis acetosella, Cicerbita alpina, Saxifraga rotundifolia, Senecio cacaliaster, Prenanthes purpurea, Rubus idaeus, Ranunculus lanuginosus, Stellaria nemorum, Ranunculus platanifolius, Streptopus amplexifolius, Doronicum austriacum, Circaea alpina, Rumex alpestris, Aruncus dioicus, Alnus alnobetula.
Altre alleanze per questa specie sono:
- Saxifrago rotundifoliae-Fagenion.

## Tassonomia
La famiglia di appartenenza di questa voce (Asteraceae o Compositae, nomen conservandum) probabilmente originaria del Sud America, è la più numerosa del mondo vegetale, comprende oltre 23.000 specie distribuite su 1.535 generi, oppure 22.750 specie e 1.530 generi secondo altre fonti (una delle checklist più aggiornata elenca fino a 1.679 generi). La famiglia attualmente (2021) è divisa in 16 sottofamiglie.

### Panorama storico
L'assegnazione di questa specie al genere Cicerbita è stata molto sofferta nel tempo. Basta ricordare che inizialmente questa specie era ascritta al genere Sonchus definito da Linneo nel 1753; poi passata al genere Cicerbita ad opera del botanico Karl Friedrich Wallroth nel 1822 (questa separazione si rese necessaria in quanto i pappi dei due generi sono differenti nella forma); quindi al genere Mulgedium definito dal botanico Alexandre Henri Gabriel de Cassini nel 1824; e successivamente al genere Lactuca e quindi definitivamente al genere attuale.

### Filogenesi
Il genere di questa voce (Cicerbita)  appartiene alla sottotribù Lactucinae della tribù Cichorieae (unica tribù della sottofamiglia Cichorioideae). In base ai dati filogenetici la sottofamiglia Cichorioideae è il terz'ultimo gruppo che si è separato dal nucleo delle Asteraceae (gli ultimi due sono Corymbioideae e Asteroideae). La sottotribù Lactucinae fa parte del "quarto" clade della tribù; in questo clade è in posizione "basale" vicina alla sottotribù Hyoseridinae. La struttura filogenetica della sottotribù è ancora in fase di studio e completamento. Provvisoriamente è stata suddivisa in 10 lignaggi. Il genere di questa voce appartiene al "Cicerbita lineage".  Nell'ambito del genere la specie di questa voce appartiene ad un clade comprendente l'endemica balcanica Cicerbita pancicii  Beauverd e la caucasica-turca Prenanthes petiolata (K.Koch) Sennikov (il cui nome recuperato secondo le ultime ricerche filogenetiche è Cicerbita petiolata (K.Koch) Gadnidze).
I caratteri più distintivi per questa specie (nell'ambito del genere) sono:
- il fusto possiede delle setole inclinate verso il basso;
- la parte alta del fusto è ricoperta da ghiandole stipitate colorate di purpureo;
- il rizoma è obliquo privo di stoloni;
- gli acheni sono privi del becco;
- i fiori sono violetti.

Il numero cromosomico di C. alpina è: 2n = 18.

### Sinonimi
Questa entità ha avuto nel tempo diverse nomenclature. L'elenco seguente indica alcuni tra i sinonimi più frequenti:
- Agathyrsus alpinus D.Don
- Agathyrsus caeruleus  D.Don
- Agathyrsus leucophaeus  Beck
- Cicerbita borealis  Wallr.
- Cicerbita leucophaea  Wallr.
- Galathenium multiflorum  Nutt.
- Garacium alpinum  Gren. & Godr.
- Hieracium mulgedium  E.H.L.Krause
- Lactuca alpina  (L.) A.Gray
- Lactuca leucophaea  A.Gray
- Lactuca spicata  Kuntze
- Mulgedium alpinum  Less.
- Mulgedium leucophaeum  DC.
- Mulgedium multiflorum  DC.
- Picridium alpinum  Philippe
- Sonchus alpestris  Clairv.
- Sonchus alpinus  L.
- Sonchus caeruleus  Sm.
- Sonchus canadensis  L.
- Sonchus lapponicus  Froel.
- Sonchus leucophaeus  Willd.
- Sonchus montanus  Lam.
- Sonchus multiflorus  Desf.
- Sonchus racemosus  Lam.
- Soyeria alpina  Gren. & Godr.

## Usi

### Farmacia
Proprietà curative: viene considerata una pianta antiflogistica (guarisce dagli stati infiammatori), diuretica (facilita il rilascio dell'urina), depurativa (facilita lo smaltimento delle impurità) e immuno-stimolante.

### Cucina
Questa pianta fa parte del gruppo alimentare delle “cicorie”, sono quindi piante commestibili dal gusto leggermente amarognolo. Si raccolgono le foglie e i fusti, ma soprattutto i giovani germogli (si consumano crudi o cotti) prima che crescano troppo, altrimenti sono inutilizzabili a causa del loro gusto amarissimo (in maggio sono solamente due o tre le settimane utili per la raccolta). Queste verdure sono abbinate felicemente alla ricotta affumicata oppure possono essere messe sottolio. Una ricetta prevede di scottarli in olio, vino, sale e spezie. A causa della raccolta indiscriminata alcune province (Trento, Friuli-Venezia Giulia a altre) hanno incluso queste piante nella lista delle specie a rischio e quindi sono protette e la raccolta è regolamentata come i funghi.

### Industria
Recentemente alcune province (fra cui la Regione Autonoma Friuli-Venezia Giulia) si stanno organizzando sia per studiare le varie problematiche associate ad un utilizzo commerciale, sia per promuovere la coltivazione industriale di questa specie con lo scopo di ridurre il rischio di estinzione a causa della raccolta e prelievo nelle zone naturali di crescita.

## Curiosità
Nel Nord dell'Europa (in Scandinavia) questa pianta è utilizzata (da un punto di vista scientifico) come bio-indicatore ambientale: la sua presenza o meno indica lo stato di purezza, salubrità e contaminazione dell'ambiente.

## Galleria d'immagini

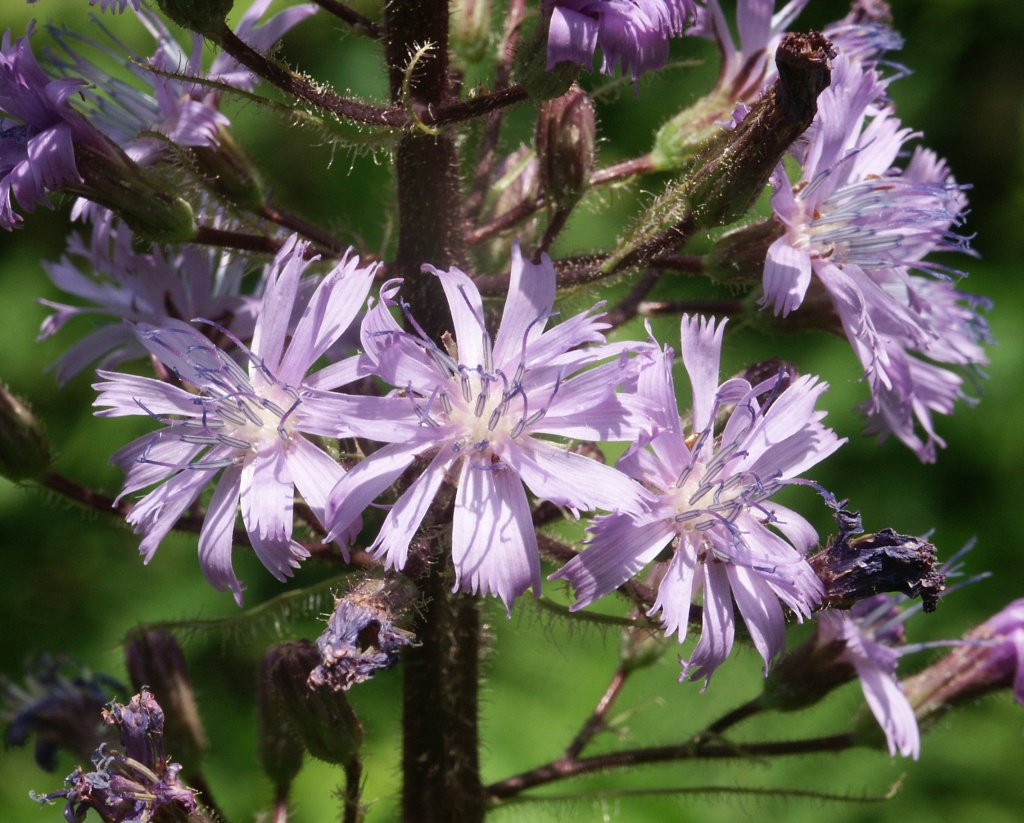
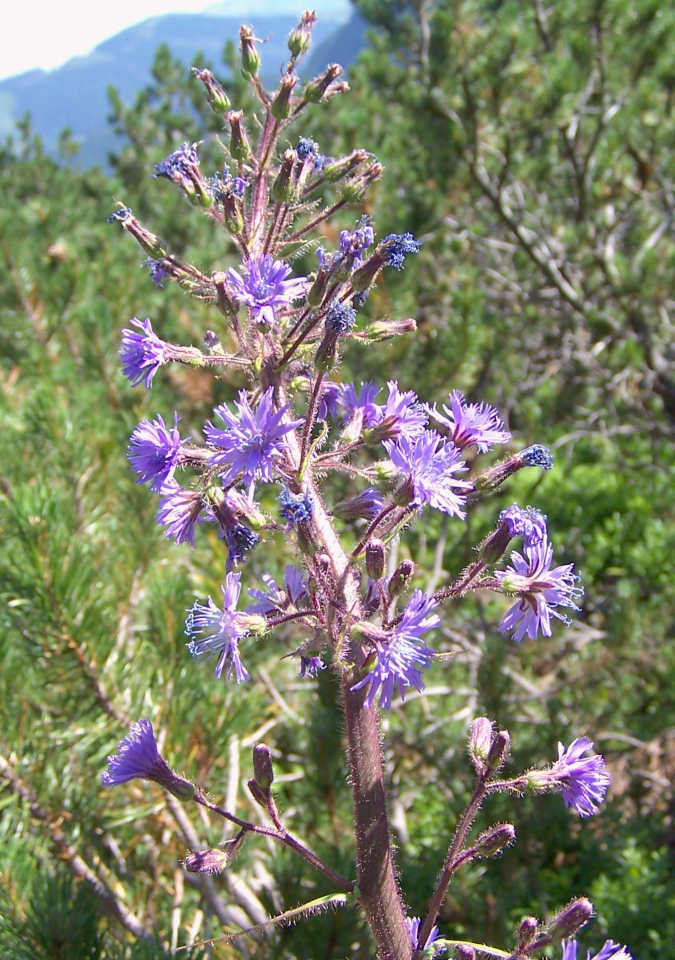
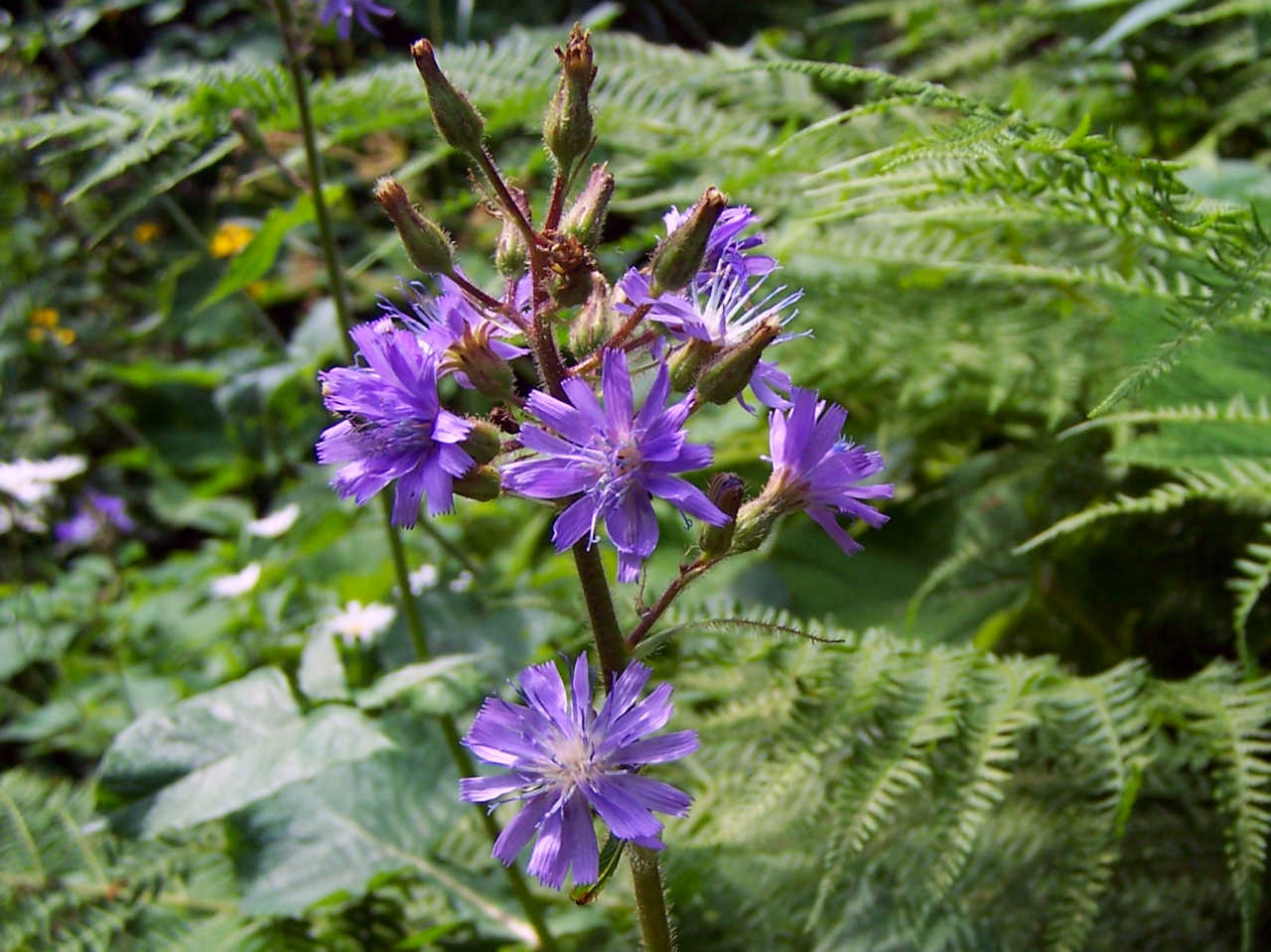
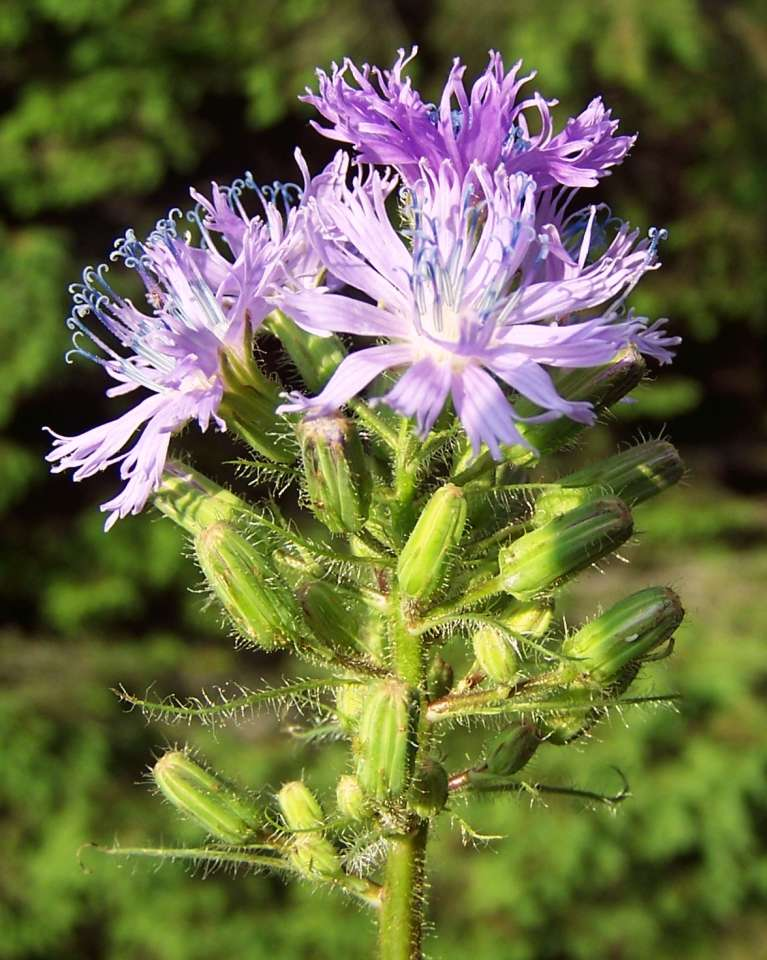

## Altre notizie
La cicerbita violetta in altre lingue è chiamata nei seguenti modi:
- (DE)  Alpen-Milchlattich
- (FR)  Cicerbite des Alpes oppure Laitue des Alpes
- (EN)  Alpine Blue Sow-thistle